# Natuurgebied Willeskop
Natuurgebied Willeskop is een gebied dat in de Lopikerwaard in de Nederlandse provincie Utrecht ligt. Het was een langgerekt veenweidegebied tussen twee eeuwenoude houtkades. Na grootscheeps grondverzet in opdracht van Staatsbosbeheer bestaat het sinds 2002 uit 1/3 land, 1/3 moeras en 1/3 water.
Willeskop en omgeving wordt in de volksmond wel 'Vogeltjesland' genoemd. Het is vanaf het wandelpad over de kades goed te overzien en er is een uitkijktoren gebouwd. Er zijn ook bijzondere planten te vinden, zoals de echte koekoeksbloem, het moerasvergeet-mij-nietje en de beschermde zwanenbloem. 

## Vogels
Het gebied biedt ruimte aan talloze vogels. Aan de oostkant worden smalle stroken grasland afgewisseld door sloten met brede rietkragen. Hier huist de roerdomp en andere bijzondere rietsoorten zoals blauwborst, rietzanger en snor. In het westen liggen twee waterplassen gescheiden door een kade. Hier maken zowel 's zomers als 's winters eenden, ganzen en zwanen gebruik van. In de wintermaanden wordt de meest westelijke plas door de kleine zwaan gebruikt als slaapplaats. In het voorjaar arriveren de eerste steltlopers in het gebied, zo kunnen vanaf februari groepen pleisterende grutto's waargenomen worden. Tegen het einde van de zomer is het een pleisterplaats voor honderden kieviten en goudplevieren. De hoeveelheid steltlopers hangt nauw samen met de waterstand, ze behoeven een plas-drassituatie.
Door de jaren heen zijn in het gebied zeldzaamheden gezien als de witvleugelstern, Amerikaanse wintertaling, ralreiger, dwergaalscholver, gestreepte strandloper, poelruiter en dwerggors.

## Klimaat
Vanaf 2024 kan natuurgebied Willeskop door Hoogheemraadschap De Stichtse Rijnlanden worden ingezet als waterbergings- en doorstromingsgebied. Bij een teveel aan water kan dit door de Lopikerwaard af worden gevoerd naar rivier de Lek. Dit is een maatregel vanwege de klimaatsverandering. Nadelen voor de natuur werden gecompenseerd door de aanleg van geleidelijk aflopende oevers en eilandjes die ook bij een verhoogde waterstand aanwezig blijven.

## Afbeeldingen

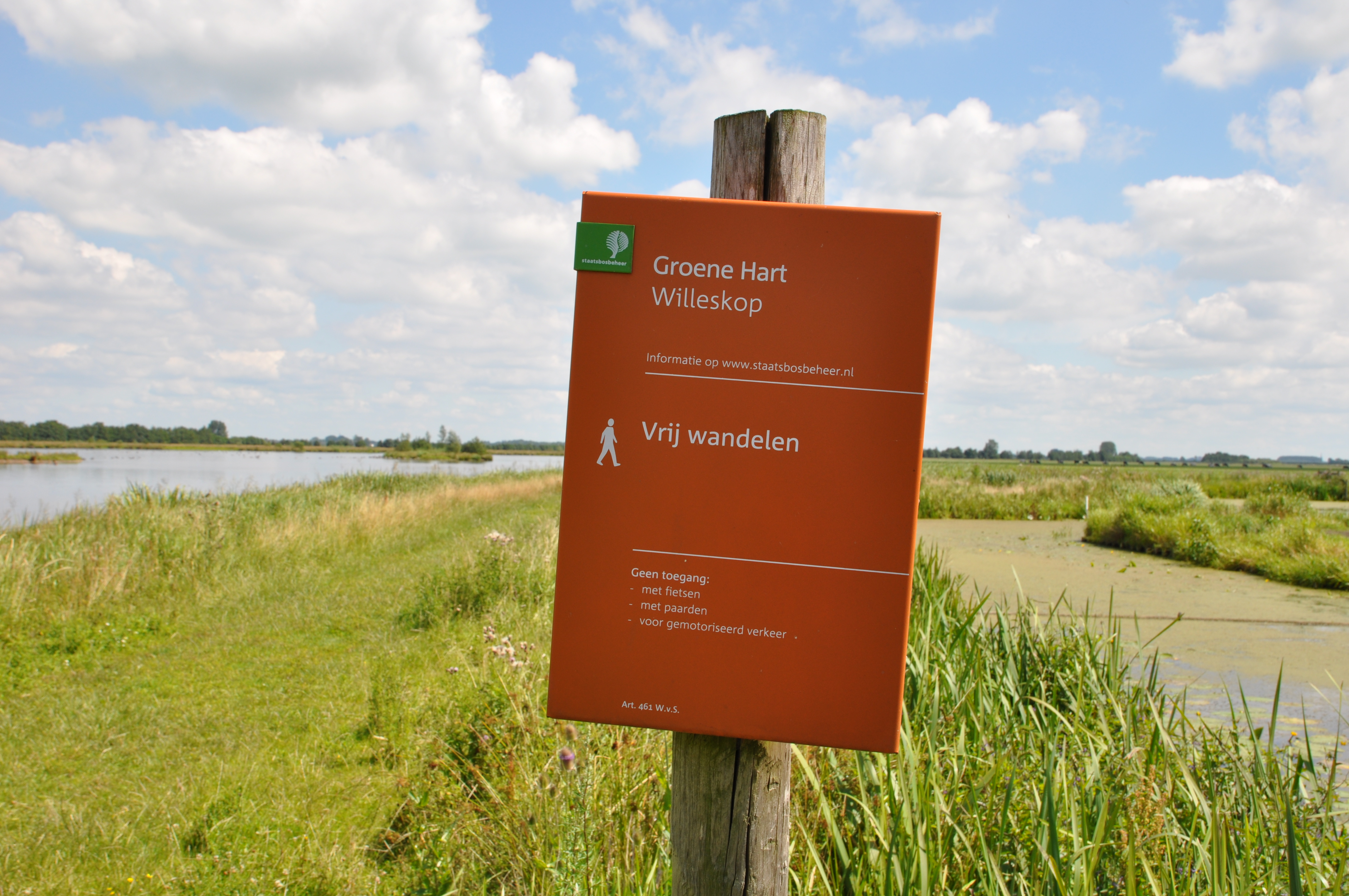
Bord bij de ingang
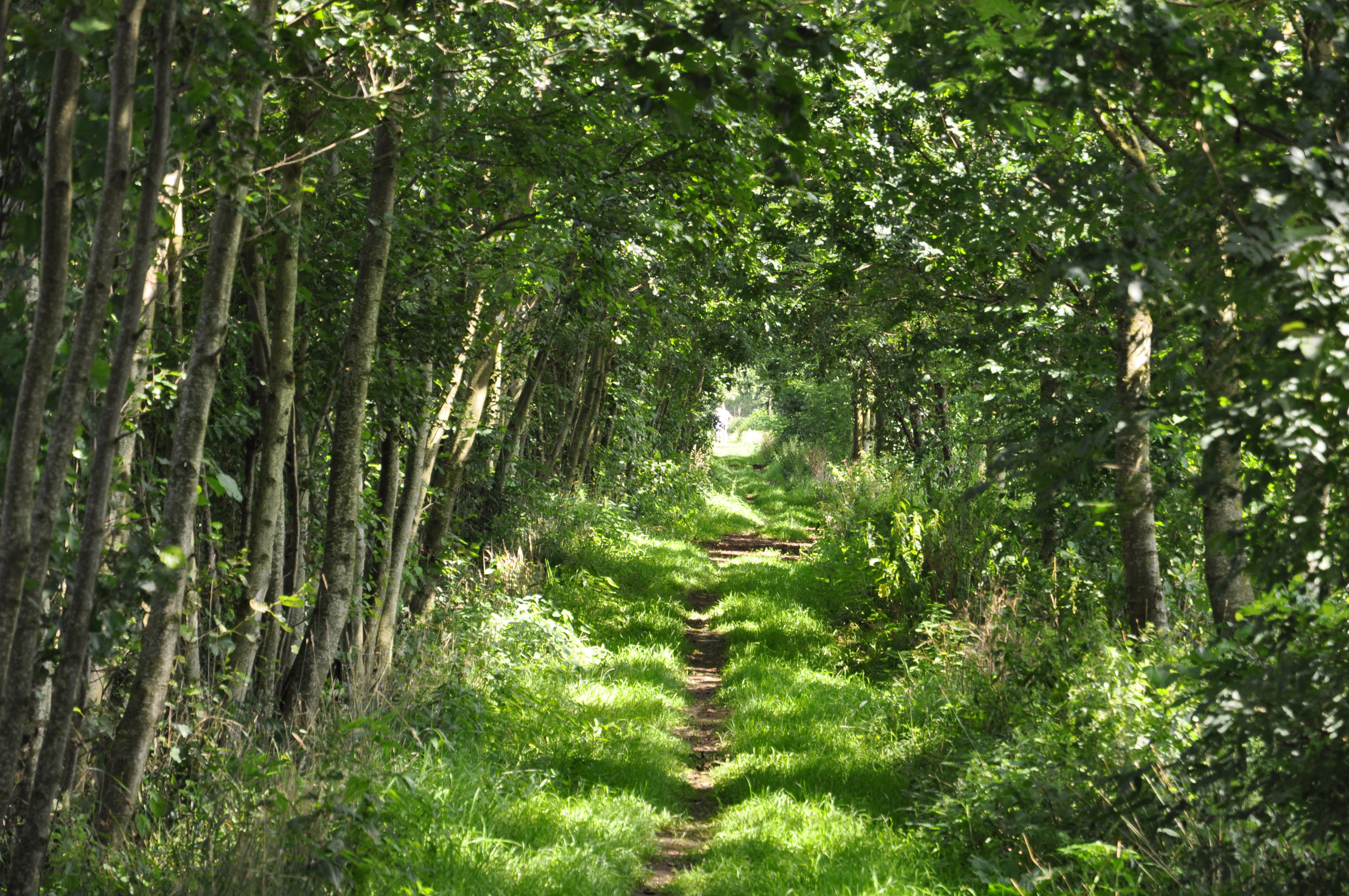
Wandelpad over de kade
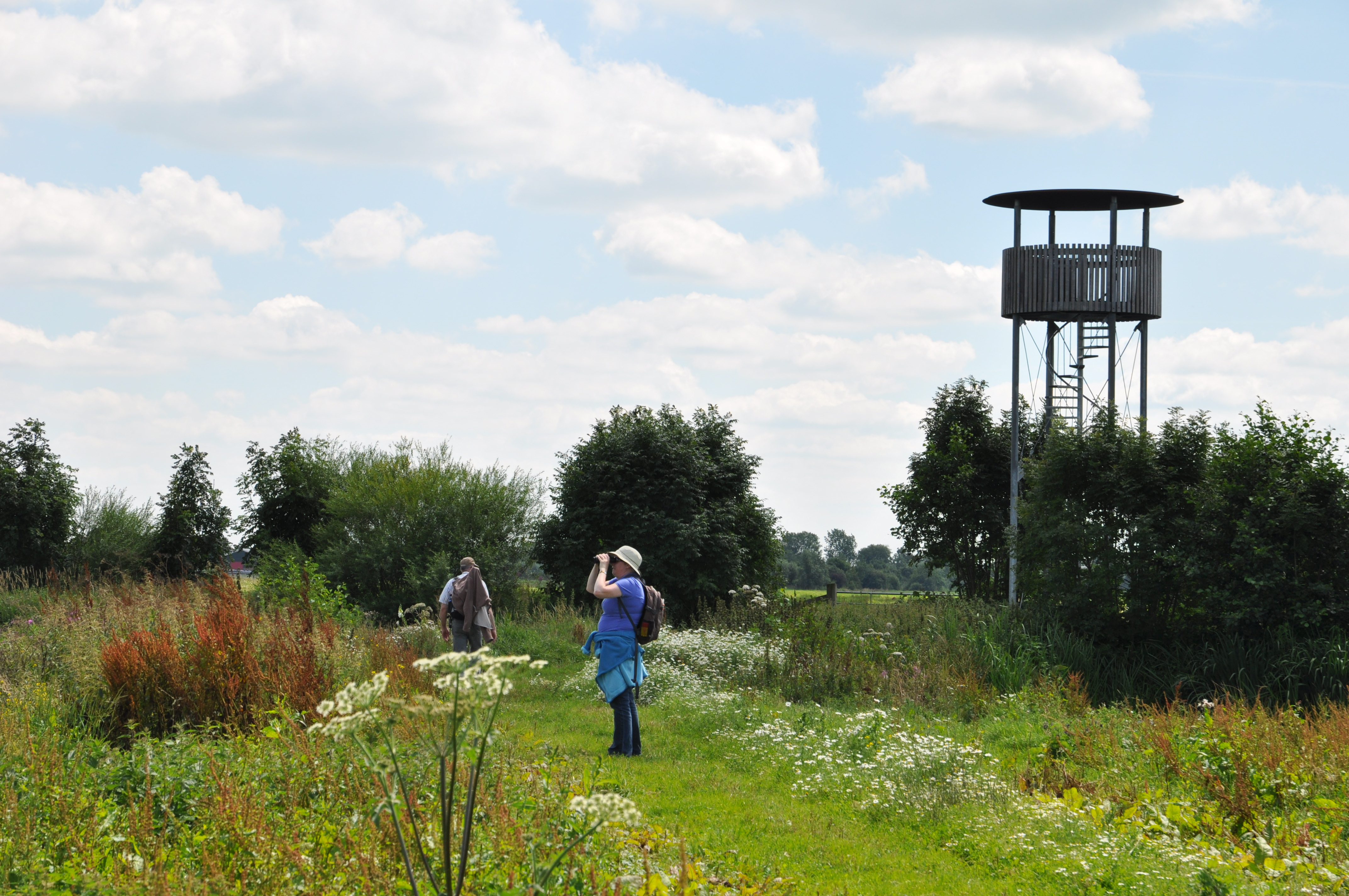
Uitkijktoren
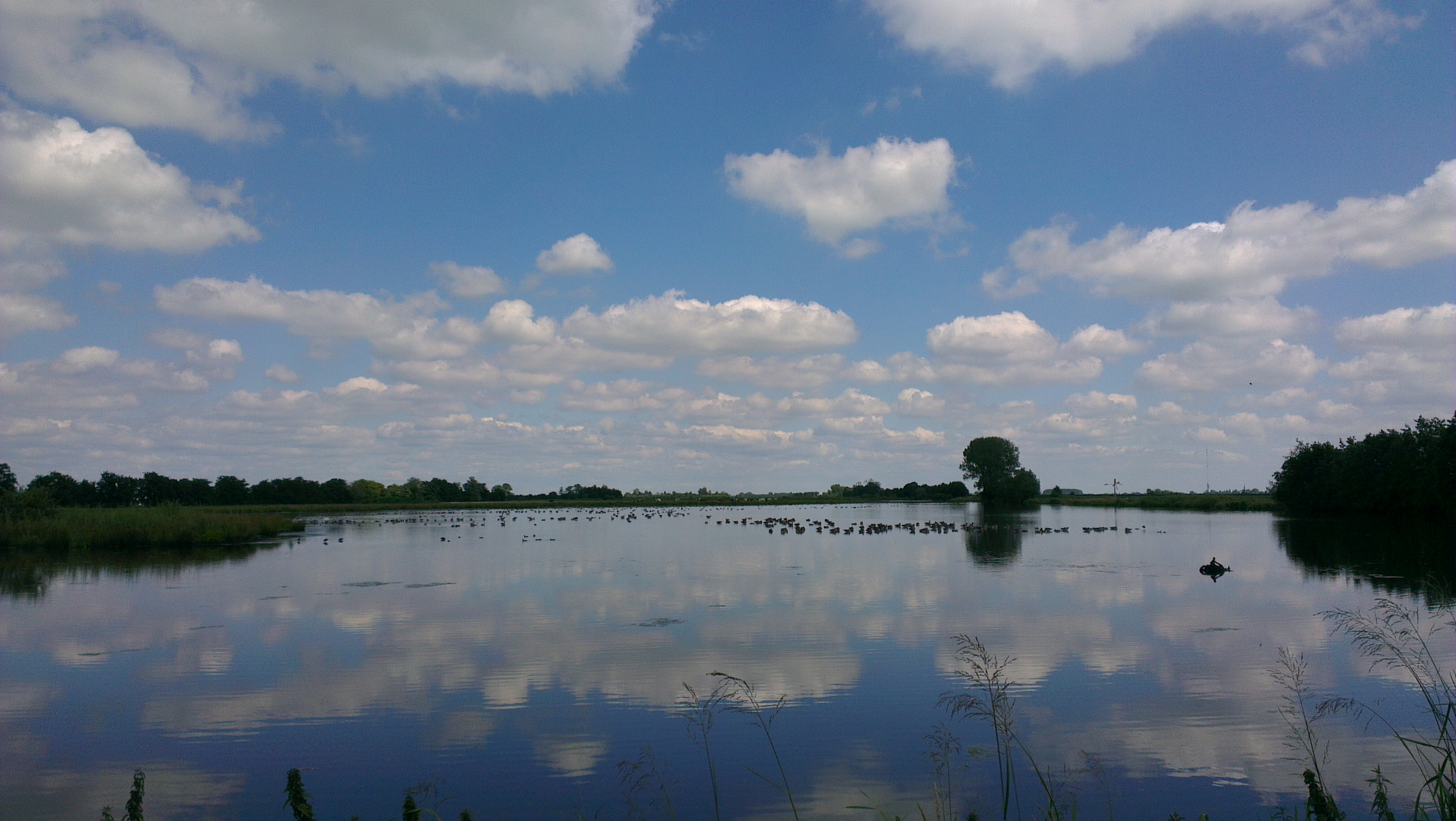
Plas met watervogels